# Vesoljsko plovilo
Vesóljsko plovílo je vozilo, ki lahko potuje skozi vesoljski prostor. Če ima plovilo človeško posadko, potem je govora o vesoljski ladji, če pa je brez posadke, se imenuje vesoljska sonda.

## Vrste
- satelit
- vesoljska sonda
- vesoljska kapsula
- raketoplan
- vesoljska ladja
- zvezdna ladja
- raziskovalno plovilo s posadko (CEV)
- vesoljska postaja (orbitalna postaja)